# Eugène Pic
Eugène Pic, né le 18 septembre 1895 à Lyon et mort pour la France à Clastres, dans le département de l'Aisne, le 23 mars 1917, est un écrivain français du XXe siècle. Son nom est inscrit au Panthéon parmi les 560 écrivains morts au champ d'honneur pendant la Première Guerre mondiale.

## Biographie
Eugène Jacques Augustin Pic, né le 18 septembre 1895 à Lyon, est le fils de Paul Jules Victor Pic (1862-1944), professeur de droit international public à la faculté de Lyon et de Jeanne Adélaïde Morellet (1872-1965). 
Après une scolarité secondaire au lycée de Lyon, partagé entre son intérêt pour les études de droit et celles de lettres, il obtient en juillet 1914 le grade de licencié ès lettres et de bachelier en droit à l'Université de Lyon.
Engagé volontaire pour la durée de la guerre, il est incorporé au 75e régiment d'infanterie à Romans et après quelques jours d'instruction, il est envoyé au front à Saint-Dié en septembre. Après les Vosges, il suit son régiment en Picardie, puis il prend part aux offensives d'Artois et de Champagne. Il écrit ses impressions de la guerre qui sont publiées sous le titre Dans la tranchée, des Vosges en Picardie. Roland de Marès rapporte qu'Eugène Pic a su dire ce qu'est vraiment la vie du soldat, « si différente de celle de la légende créée à l'arrière ». Il le cite : « La tranchée !… un petit trou : on dirait une rigole, et de fait, vienne la pluie, c'est bien vraiment une rigole… On parle peu là-dedans, pour ne pas faire de bruit, et surtout parce qu'on est incapable de penser ; on se laisse vivre ».
Il est blessé plusieurs fois, au mollet gauche à Perthes en septembre 1915, puis à la jambe par un éclat d'obus au fort de Douaumont en mars 1916 et après une période de convalescence il est atteint grièvement en août à Verdun. Devenu sous-lieutenant, il est frappé mortellement d'un éclat d'obus à Clastres le 23 mars 1917,. Il est inhumé temporairement au cimetière de Cugny.
La citation qui accompagne sa nomination à l'ordre de la Légion d'honneur rapport qu'il a été « engagé volontaire dès le début de la guerre ; ayant rejoint le front après quelques jours d'instruction seulement, n'a cessé de donner des preuves de la plus pure abnégation et d'une élévation morale admirable. Trois fois blessé. Tué glorieusement, à la tête de sa section, au cours d'une attaque, le 23 mars 1917 ».

## Distinctions
- Chevalier de la Légion d'honneur, décret du 17 avril 1920[9]
- Croix de guerre 1914–1918
- 1917 : Académie française - Prix Montyon pour Dans la tranchée[1],[10]
- 1919 : Académie française - Prix Sobrier-Arnould pour Figures et choses du front[11]

## Hommages
- Le nom d'Eugène Pic est inscrit au Panthéon dans la liste des 560 écrivains morts pour la France pendant la guerre de 1914-1918[12].
- Son nom figure sur le monument commémoratif du lycée Ampère, la plaque commémorative de la faculté de lettres et le monument aux morts à Lyon.

## Œuvres principales
- Dans la tranchée, des Vosges en Picardie, avec une préface de Georges Blondel, 1917
- Figures et choses du front, avec une préface du professeur Latreille, 1918